# Rejon różyński
Rejon różyński – jednostka administracyjna wchodząca w skład obwodu żytomierskiego Ukrainy.
Rejon został utworzony w 1923 roku. Jego powierzchnia wynosi 1002 km², a ludność liczy około 27 tysięcy mieszkańców. Siedzibą władz rejonowych jest Różyn.
Na terenie rejonu znajduje się 1 osiedlowa rada i 31 silskich rad, obejmujących 45 wsi i 4 osady.

## Miejscowości rejonu
- Berezianka (Березянка)
- Bystrzyk[2] (Бистрик)
- Bystryjówka (Бистріївка)
- Białołówka (Білилівка)
- (Черемуха)
- (Чехова)
- Czerniawka Mała (Мала Чернявка)
- Czornorudka[3]  (Чорнорудка)
- (Дерганівка)
- (Голубівка)
- (Городоцьке)
- (Городок)
- (Йосипівка)
- Jahniatyn (Ягнятин)
- (Ярославка)
- Karabczyjów (Карабчиїв)
- (Княжики)
- (Кордонівка)
- (Котелянка)
- Kryłówka[4] (Крилівка)
- (Лісове)
- (Малі Низгірці)
- (Мар'янівка)
- (Мовчанівка)
- (Мовчанівське)
- Musijówka[5] (Мусіївка)
- Niemierzyńce[6]  (Немиринці)
- Ohijówka (Огіївка)
- Pustocha (Прибережне)
- Płoska[7] (Плоска)
- (Першотравневе)
- (Причепівка)
- Rohacze (Рогачі)
- (Роставиця)
- Różyn (Ружин)
- (Сахни)
- Spiczyńce[8] (Шпичинці)
- (Топори)
- Turbijówka[9] (Трубіївка)
- (Вербівка)
- Wierzchownia (Верхівня)
- (Вишневе)
- (Вільнопілля)
- Wczorajsze (Вчорайше)
- (Заріччя)
- (Зарудинці)
- (Зелене)
- (Зоряне)
- (Звиняче)
- (Жовтневе)